# Кенаса (Бердянськ)
Бердянська кенаса — пам'ятка архітектури у Бердянську. Побудована у 1899 році на місці старої кенаси з ініціативи і за участі братів О. М. і М. М. Панпулових, І. М. Айваза, Б. І. Бабая. Вважається однією з найцікавіших за своєю архітектурою будівель міста.

## Історія
Для спорудження будівлі по всіх містах було організовано збір пожертв, який дав близько 16'000 рублів. Загалом нова кенаса коштувала приблизно 25'000 рублів. Кошти на підведення електрики були залишені в заповіті Панпулова. Скарбником комітету з управління будівництвом був І. М. Айваз.
Внутрішнє оздоблення храму та його прикраси зроблені на кошти місцевих караїмів. Спорудили вівтар брати О. М. і М. М. Панпуловы. У дворі кенаси споруджена красива залізна сукка́, побудована на кошти відомого бердянського підприємця М. Д. Бурназа.
Церемонія урочистого відкриття нового храму відбулася у присутності гахама С. М. Панпулова і всієї місцевої громади.
Кенаса відкривалася по три рази на тиждень, причому в неділю — для екскурсій. У 1912 році газзаном кенаси був С. І. Культе, який заступив місце свого покійного брата, а габбаєм — М. Д. Бурназ.
За повідомленням К. В. Ханацького, у 1867 році серед жителів Бердянська проживав 141 караїм. Тоді ж, імовірно, було побудовано будівлю старої кенаси, яка згодом зруйнувалася, а нова будівля була побудована на місці старої через майже півстоліття. Незважаючи на те, що бердянська караїмська община, яка складалася з 90-100 сімейств, вважалася однією з найбагатших і налічувала багато великих торговців, а тютюнова фабрика С. Оксюза славилася на всю округу, до початку Першої світової війни велика частина місцевих караїмів виїхала в інші міста, і в Бердянську залишилося не більше 35 родин, а тому суспільне життя було розвинене дуже слабо.
У середині 20-х років XX століття кенасу було закрито, а майно розпродано; зберігся акт про вилучення і розпродажу майна бердянської караїмської кенаси на загальну суму 1141 рублів 75 копійок (86 найменувань, у тому числі п'ять сувоїв Тори, 250 молитовників, бронзові свічники і т. д.)
Починаючи з 30-х років кенаса використовується не за призначенням: як і в севастопольській кенасі, в її стінах знаходиться спорт-клуб «Спартак».

## Газзани
- Культе С. І.
- Кумиш Соломон Маркович

## Габбаї
- Бурназ М. Д.
- Туршу Ілля Йосипович

## Шамаші
- Боткачик Марк Ієгоядович